# فريدريك فون كيلر
فريدريك فون كيلر (بالألمانية: Friedrich von Keller)‏ هو محامي ودبلوماسي ألماني، ولد في 7 نوفمبر 1873 في ميونخ في ألمانيا، وتوفي في 8 مايو 1960 في توتزينغ في ألمانيا.

## وصلات خارجية
- فريدريك فون كيلر على موقع مونزينجر (الألمانية)